# Nobujuki Kato
Nobujuki Kato (japonsko 加藤 信幸), japonski nogometaš, * 2. januar 1920.
Za japonsko reprezentanco je odigral eno uradno tekmo.